# Liste der Orte in St. Kitts und Nevis
Dies ist eine Liste der Städte und Ortschaften in St. Kitts und Nevis.
Die mit Abstand größte Stadt in St. Kitts und Nevis ist Basseterre mit einer Einwohnerzahl von 12.920 (Stand 1. Januar 2005). Damit konzentriert sich ein Drittel der Bevölkerung des Landes in der Hauptstadtregion.
In der folgenden Tabelle sind die größten Städte und Orte sowie die Parish (Gemeinde), zu dem die Stadt gehört, aufgeführt. Die Einwohnerzahlen sind für den 1. Januar 2005 berechnet und beziehen sich auf die eigentliche Stadt ohne Vorortgürtel.
| Orte in St. Kitts und Nevis |                 |           |                            |
| Rang                        | Ort             | Einwohner | Parish                     |
| 1.                          | Basseterre      | 12.920    | Saint George Basseterre    |
| 2.                          | Charlestown     | 1538      | Saint Paul Charlestown     |
| 3.                          | Saint Paul’s    | 1183      | Saint Paul Capisterre      |
| 4.                          | Saddlers        | 986       | Saint John Capisterre      |
| 5.                          | Middle Island   | 887       | Saint Thomas Middle Island |
| 6.                          | Tabernacle      | 789       | Saint John Capisterre      |
| 7.                          | Cayon           | 788       | Saint Mary Cayon           |
| 8.                          | Sandy Point     | 780       | Saint Anne Sandy Point     |
| 9.                          | Mansion         | 690       | Christ Church Nichola Town |
| 10.                         | Nichola Town    | 650       | Christ Church Nichola Town |
| 11.                         | Dieppe Bay Town | 593       | Saint John Capisterre      |
| 12.                         | Monkey Hill     | 592       | Saint Peter Basseterre     |
| 13.                         | Boyd's          | 591       | Trinity Palmetto Point     |
| 14.                         | Gingerland      | 493       | Saint George Gingerland    |
| 15.                         | Newcastle       | 492       | Saint James Windward       |
| 16.                         | Fig Tree        | 395       | Saint John Figtree         |
| 17.                         | Cotton Ground   | 381       | Saint Thomas Lowland       |